# Triencentrus spinicornis
Triencentrus spinicornis är en insektsart som först beskrevs av Andrew Nelson Caudell 1918.  Triencentrus spinicornis ingår i släktet Triencentrus och familjen vårtbitare. Inga underarter finns listade i Catalogue of Life.